# Kevin O’Neill (cómics)
Kevin O'Neill (Londres, 22 de agosto de 1953 - 3 de noviembre de 2022) fue un ilustrador de cómics británico conocido por ser el cocreador de Nemesis the Warlock, Marshal Law y The League of Extraordinary Gentlemen.

## Trayectoria artística
Nació en 1953 en Londres.
A los dieciséis años empezó a trabajar para la editorial IPC  ilustrando Buster. Mientras hacia tiras infantiles empezó a publicar su proyecto personal llamado Just Imagine: The Journal of Film and Television Special Effects, esta tuvo cinco números regulares y uno especial en 1978.
En 1976 trabajó como colorista para Disney reimprimiendo los cómics británicos Monster Fun y Whizzer and Chips.
Aburrido de las obras de humor solicitó ver a Pat Mills para que se le transfiriera a otro cómic, Pat lo invita a participar en la revista 2000 AD. Por falta de dinero tiene que aceptar trabajo en DC.
Aburrido de las obras de humor solicitó se le transfiriera al proyecto 2000 AD. En 2003 recibió el Premio Eisner en la categoría Mejor dibujante por su trabajo en The League of Extraordinary Gentlemen. [cita requerida]

## Obra
- ABC Warriors (1979)
- Marshal Law  (1987)
- Nemesis The Warlock (1983)
- The League of Extraordinary Gentlemen (1999)
- The League of Extraordinary Gentlemen, Volume 2 (2002)
- The League of Extraordinary Gentlemen (2003)
- The League of Extraordinary Gentlemen: Black Dossier (2007)
- The League of Extraordinary Gentlemen Century (2009)
- The League of Extraordinary Gentlemen Omnibus (2011)